# Augenfleckbuntbarsch
Der Augenfleckbuntbarsch (Heros severus) ist eine von derzeit fünf Arten in der Buntbarschgattung Heros. Er kommt im Einzugsgebiet des oberen Orinoco in Venezuela und im Stromgebiet des oberen Rio Negro im nördlichen Brasilien vor.

## Merkmale
Der Augenfleckbuntbarsch hat einen hochrückigen, seitlich stark abgeflachten Körper und erreicht eine maximale Standardlänge von 20 cm. Der Rumpf des Augenfleckbuntbarschs ist hellgelb, der Kopf ist grünlich und die Brust ist dunkelrot. Zahlreiche kleine kastanienbraune bis rötliche Flecken sind über die Kiemendeckel, die untere Kopfregion und den Vorderkörper verstreut. Vom unteren hinteren Rand des Präoperculums verläuft ein dunkler Streifen zum Maul. Die Körperseiten von der Region hinter den Augen bis auf die Schwanzwurzel sind mit acht dunkelbraunen bis schwarzen, senkrechten Streifen gemustert. Der vierte Querstreifen ist verkürzt. Dies unterscheidet Heros severus vom syntop vorkommenden Maulbrütenden Augenfleckbuntbarsch (Heros liberifer), mit dem Heros severus lange Zeit verwechselt wurde. Außerdem hat Heros severus keinen deutlichen Schwanzwurzelfleck, dickere Lippen und eine braune oder dunkelrote Iris (hellrot bei Heros liberifer). Die Rückenflosse ist hellgrau bis rauchig. Der hintere Teil des weichenstrahligen Abschnitts ist mit in Reihen angeordneten kastanienbraunen Flecken versehen. Die Afterflosse ist rauchig mit einem rötlichen Einschlag. Die letzte Membran des weichenstrahligen Abschnitts ist hellgrün mit zwei oder drei Reihen kastanienbrauner Punkte. Die Bauchflossen sind hellgrau mit einem rötlichen Einschlag und einem schwarzen hinteren Rand, die Brustflossen sind farblos und transparent. Die Schwanzflosse ist transparent oder hellgrau.

## Lebensweise
Der Augenfleckbuntbarsch hat sehr enge Lebensraumanforderungen und kommt ausschließlich in Schwarzwasserflüssen vor. Der pH-Wert liegt dort bei 4,1 bis 4,2 und auch die Leitfähigkeit ist sehr niedrig. Wie die meisten anderen Heros-Arten ist H. severus ein Substratlaicher und legt die Eier auf einer vertikalen oder auf einer horizontalen Oberfläche ab.